# 武田信義
武田信義（日语：／ Takeda Nobuyoshi，1128年8月15日—1186年3月9日）是日本平安時代末期至鎌倉時代初期武將，甲斐源氏第4代家督，武田氏初代家督。新羅三郎義光之孫、源清光次子，逸見光長雙胞胎弟弟（一說他是同父異母兄弟）。

## 生涯
大治3年（1128年）8月15日出生，兄長逸見光長巳時出生、武田信義於午時出生（『尊卑分脈』中有記述）。幼名為龍光丸・勝千代。保延6年（1140年），13歳的原信義在武田八幡宮元服、改名為武田太郎信義。從此，武田八幡宮成為甲斐武田氏式神。武田氏的名字始於河內源氏一族源義光（新羅三郎義光）之子源義清所居的常陸國武田鄉（現茨城縣常陸那珂市）。
治承四年（1180年）四月，響應以仁王對平家的討伐令，在石和一帶集結甲斐源氏而起兵。當時信義已經五十三歲。同年九月戰勝信濃國諏訪郡的平家軍隊，十月出兵向駿河出兵，討取駿河國目代橘遠茂與長田入道，在平家大軍趕到之前佔領了駿河國。十月十八日，武田信義聯同弟弟安田義定及兒子一條忠賴等與源賴朝會合，隔著富士川與平維盛、平忠度率領的大軍對峙。是月十九日深夜，武田軍在夜襲中不慎激起川間的水鳥一齊飛起，將飛鳥振翅之聲誤為源氏大軍出動的平家軍因此不戰而敗（富士川之戰）。吾妻鏡述說武田信義本為駿河守護，而實際上信義是憑自己的實力奪取駿河國。
此後東國武士集團源頼朝、武田信義、木曾義仲三方並立成為武家的棟梁。在這種情況下，甲斐源氏之中出現了分裂，武田信義之弟加賀美遠光的次子小笠原長清、信義之子武田信光與頼朝一黨，而安田義定在討伐平家兼打破其城池，與木曾義仲從東海道一同上洛、憑戰功被封「遠江守」。
此後武田軍追隨源義經參與了討伐木曾義仲、一之谷之戰、屋島之戰、壇之浦之戰等戰役。養和元年（1181年），有傳聞說後白河法皇任命武田信義為源賴朝追討使。因此武田信義卸下駿河守護之職，後被傳召往鎌倉，立下武田一門向賴朝效忠的誓言。元曆元年（1184年）六月十六日，長子一條忠賴在鎌倉筵席上遭暗殺。文治二年（1186年）三月九日，武田信義在失意中病逝，享年五十九歲。家督之位為五子石和五郎信光繼承。